# Mastacembelus loennbergii
Mastacembelus loennbergii és una espècie de peix pertanyent a la família dels mastacembèlids.

## Descripció
- Fa 26,1 cm de llargària màxima.
- Nombre de vèrtebres: 101.[5][6]

## Hàbitat
És un peix d'aigua dolça, demersal i de clima tropical (23 °C-27 °C).

## Distribució geogràfica
Es troba a Àfrica: conques dels rius Níger i Benue, i del llac Txad (el Camerun, el Txad, el Níger i Nigèria).

## Observacions
És inofensiu per als humans.